# پرومت
پرومت (انگلیسی: PROMT) شرکت نرم‌افزار روسی است، که در سال ۱۹۹۱ تأسیس شد.